# Kraftfluss

Kraftfluss in einem Kragbalken unter Querkraft

Der Kraftfluss in einem Bauteil ist der Weg einer Kraft von der Stelle ihrer Einleitung bis zu den Auflagern, an denen die Kraft durch eine Reaktionskraft und/oder ein Reaktionsmoment aufgenommen wird. Kraftflusslinien geben die Richtung der größten Hauptspannung in einem Punkt an.  Kraftleitung umfasst im weiteren Sinn auch das Übertragen von Biege- und Drehmomenten.
Im Bild ist ein links eingespannter Kragbalken unter Querkraft {\displaystyle {\vec {q}}} am freien Ende zu sehen. Er ist eingefärbt mit der betraglich größten Hauptspannung (rot Zug, blau Druck) und die rötlichen und bläulichen Linien sind die Kraftflusslinien. Diese sind die Integralkurven der Hauptspannungsrichtungen und ihr Abstand ist proportional zum Kehrwert der Spannung, sodass dort, wo die Linien eng beieinander liegen, die Spannung betraglich hoch und andernorts geringeren Betrags ist. Erkennbar ist, dass das Drehmoment der Querkraft an der Wand (grau) durch Zug im roten Bereich und durch Druck auf den blauen Bereich abgetragen wird. Die Querkraft ist über die Längsachse des Balkens konstant und wird entsprechend auch von der Wand aufgenommen.
Mit der Finite-Elemente-Methode können an ausgewählten Punkten die Hauptspannungsrichtungen berechnet und grafisch als Pfeile dargestellt werden, mit einem Ergebnis wie im Bild. Dort zeigen die rötlichen und bläulichen Pfeile in Hauptspannungsrichtung und sind (augenscheinlich) parallel zu den Kraftflusslinien. An den Pfeilen kann die Größe und das Vorzeichen der Spannung abgelesen werden: Die Länge der Pfeile entsprechen der betraglichen Größe der Spannung, und wenn die Pfeile vom Ort ihres Auftretens (schwarze Punkte) weg weisen, handelt es sich um (positive) Zugspannungen und andernfalls um (negative) Druckspannungen.
Die Hauptspannungsrichtungen sind koordinatenunabhängig. Es werden auch Traktionsvektoren an Koordinatenflächen zur Darstellung des Kraftflusses benutzt, siehe #Traktionslinien. Hier sehen die entstehenden Grafiken in jedem Koordinatensystem anders aus.
Der Kraftfluss wird insbesondere durch #Kerben gestört und die Festigkeit des Bauteils dadurch vermindert. Ein #Kraftflussgerechtes Gestalten wird daher in der Konstruktion angestrebt: Durch geschickte Formgebung können kleinere tragende Querschnitte gewählt und dadurch die Materialkosten gesenkt werden. Der Kraftfluss kann durch die Anordnung einer Bewehrung gezielt und durch Rissbildung in unerwünschter Weise beeinflusst werden.

## Kraftfluss in Bauteilen

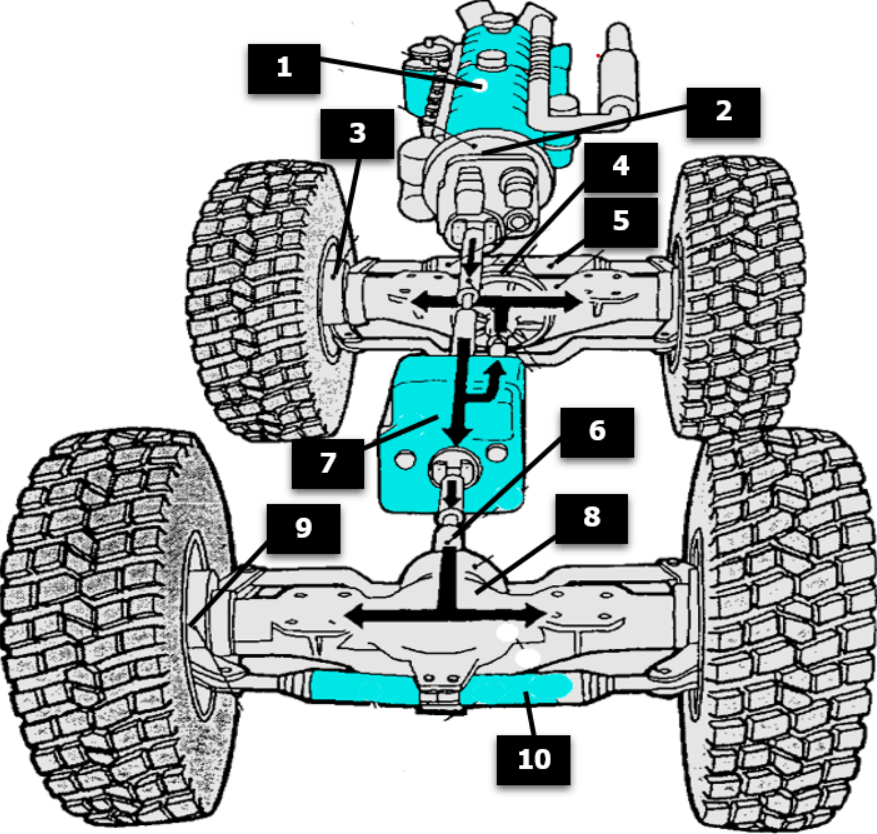
Kraftfluss (schwarze Pfeile) durch einen Antriebsstrang mit Allradantrieb

Bei Bauteilen oder Systemen aus solchen kann der Kraftfluss komplizierte Wege mit Gabelungen einschlagen, siehe Bild. Dort ist der Kraftfluss im Antriebsstrang eines Kraftfahrzeugs mit Allradantrieb durch schwarze Pfeile skizziert. Der Kraftfluss beginnt im Motor (1) und führt über die Kupplung (2) und Antriebswellen zum Zentraldifferential (7), wo der Kraftfluss zu den Achsen verzweigt. Beide Flussarme leiten das Drehmoment zu Differentialgetrieben (4 bzw. 8), wo sich der Kraftfluss wiederum in Richtung der Räder aufteilt.

## Traktionslinien

a) Kraftflusslinien

b) Traktionslinien in kartesischen Koordinaten

Die Bilder zeigen den Kraftfluss in einer Wand, an der ein Stein hängt, dessen Gewichtskraft G (rot) über zwei Stäbe (schwarz) bei A und B Einzelkräfte in die Wand einleitet. Der obere Stab steht unter Zug, der untere unter Druck. Die Wand ist nach der maximalen Hauptspannung eingefärbt (rot Zug, blau Druck). Bild a zeigt die Kraftflusslinien, die sich überall senkrecht schneiden. Bild b zeigt die Integralkurven der Traktionsvektoren auf Koordinatenflächen mit Normalen in horizontaler (rötlich) und vertikaler Richtung (bläulich). Die Traktionsvektoren entstehen durch eine gedanktliche Zerteilung des Körpers nach dem Schnittprinzip. Der weggeschnittene Teil des Körpers nimmt vor dem Schnitt Kräfte auf, die nach dem Schnitt durch Traktionsvektoren nachgebildet werden, siehe auch Schnittreaktion.
An den Kraftflusslinien und Traktionslinien kann nicht abgelesen werden, wo Zug oder Druck herrscht und welchen Betrag sie haben. Während sich die Kraftflusslinien wenn überhaupt dann senkrecht schneiden, schneiden sich die Traktionslinien in beliebigen Winkeln. In orthogonalen Koordinaten wie hier gilt:
1. In jedem Koordinatensystem sehen die Traktionslinien anders aus.[4]
2. Wenn die Traktionslinien zueinander senkrecht und parallel zu den Normalen der Flächen sind, auf denen sie wirken, stimmen sie mit den Hauptspannungsrichtungen überein.
3. Wenn die Traktionslinien zueinander parallel sind, weisen sie in Hauptspannungsrichtung. Hier tritt keine Normalspannung senkrecht zur Linie auf und die entsprechende Hauptspannung ist null.
4. Die 2-Komponente des Traktionsvektors auf Flächen mit Normale in 1-Richtung ist gleich der 1-Komponente des Traktionsvektors auf Flächen mit Normale in 2-Richtung, was direkt aus dem Satz von der Gleichheit der zugeordneten Schubspannungen folgt.

| Beweis |
| Tranktionsvektoren in orthogonalen Koordinaten |
| In einem Spannungszustand mit Normalspannungen σ11 und σ22 sowie Schubspannung σ12 darf der Spannungstensor als Matrix geschrieben werden und lautet {\displaystyle {\boldsymbol {\sigma }}={\begin{pmatrix}\sigma _{11}&\sigma _{12}\\\sigma _{12}&\sigma _{22}\end{pmatrix}}} Die Traktionsvektoren auf Flächen mit Normalen in Koordinatenrichtung 1 bzw. 2 lauten dann: {\displaystyle {\begin{aligned}{\vec {t}}_{1}:=&{\begin{pmatrix}\sigma _{11}&\sigma _{12}\\\sigma _{12}&\sigma _{22}\end{pmatrix}}{\begin{pmatrix}1\\0\end{pmatrix}}={\begin{pmatrix}\sigma _{11}\\\sigma _{12}\end{pmatrix}}\\{\vec {t}}_{2}:=&{\begin{pmatrix}\sigma _{11}&\sigma _{12}\\\sigma _{12}&\sigma _{22}\end{pmatrix}}{\begin{pmatrix}0\\1\end{pmatrix}}={\begin{pmatrix}\sigma _{12}\\\sigma _{22}\end{pmatrix}}\end{aligned}}} Hier ist die vierte Aussage ablesbar: Die 2-Komponente des Traktionsvektors auf Flächen mit Normale in 1-Richtung {\displaystyle {\vec {t}}_{12}=\sigma _{12}} ist gleich der 1-Komponente des Traktionsvektors auf Flächen mit Normale in 2-Richtung {\displaystyle {\vec {t}}_{21}=\sigma _{12}}. |
| Orthogonale Traktionsvektoren |
| Hier ist {\displaystyle {\vec {t}}_{1}\cdot {\vec {t}}_{2}=0} mit der Konsequenz {\displaystyle {\begin{pmatrix}\sigma _{11}\\\sigma _{12}\end{pmatrix}}\cdot {\begin{pmatrix}\sigma _{12}\\\sigma _{22}\end{pmatrix}}=\sigma _{11}\sigma _{12}+\sigma _{12}\sigma _{22}=\sigma _{12}(\sigma _{11}+\sigma _{22})=0} Wenn σ12=0, liegen die Traktionsvektoren in Richtung der Koordinatenlinien, besitzt der Spannungstensor Diagonalgestalt und die 1- und 2-Richtungen sind Hauptspannungsrichtungen. Wenn σ12≠0 lassen sich die Hauptspannungsrichtungen {\displaystyle {\vec {v}}_{I,II}} nicht aus dem Bild ablesen, denn: {\displaystyle {\begin{aligned}{\boldsymbol {\sigma }}=&{\begin{pmatrix}\sigma _{11}&\sigma _{12}\\\sigma _{12}&-\sigma _{11}\end{pmatrix}}\\\rightarrow \,\sigma _{I,II}=&\pm {\sqrt {\sigma _{11}^{2}+\sigma _{12}^{2}}},\quad {\vec {v}}_{I,II}={\begin{pmatrix}\sigma _{12}\\\sigma _{I,II}-\sigma _{11}\end{pmatrix}}\\{\vec {v}}_{I}\cdot {\vec {t}}_{1}=&\sigma _{12}\sigma _{11}+\left({\sqrt {\sigma _{11}^{2}+\sigma _{12}^{2}}}-\sigma _{11}\right)\sigma _{12}=\sigma _{12}{\sqrt {\sigma _{11}^{2}+\sigma _{12}^{2}}}\end{aligned}}} Der Winkel zwischen Hauptspannungsrichtung und Traktion ist mithin beliebig. |
| Parallele Traktionsvektoren |
| Hier ist {\displaystyle {\vec {t}}_{1}=a{\vec {t}}_{2}} mit 𝛼∈ℝ und daher {\displaystyle {\begin{aligned}{\begin{pmatrix}\sigma _{11}\\\sigma _{12}\end{pmatrix}}=&a{\begin{pmatrix}\sigma _{12}\\\sigma _{22}\end{pmatrix}}\rightarrow \sigma _{11}=a\sigma _{12},\;\sigma _{22}={\frac {\sigma _{12}}{a}}\\\;\rightarrow \,{\boldsymbol {\sigma }}=&\sigma _{12}{\begin{pmatrix}a&1\\1&{\frac {1}{a}}\end{pmatrix}},\,{\vec {t}}_{1}=\sigma _{12}{\begin{pmatrix}a\\1\end{pmatrix}},\,{\vec {t}}_{2}=\sigma _{12}{\begin{pmatrix}1\\{\frac {1}{a}}\end{pmatrix}}={\frac {{\vec {t}}_{1}}{a}}\end{aligned}}} Die Traktionsvektoren {\displaystyle {\vec {t}}_{1,2}} sind Eigenvektoren des Spannungstensors genauso wie der dazu senkrechte Vektor, in dessen Richtung die Spannungen verschwinden, denn: {\displaystyle {\begin{aligned}{\begin{pmatrix}a&1\\1&{\frac {1}{a}}\end{pmatrix}}\cdot {\begin{pmatrix}a\\1\end{pmatrix}}=&{\begin{pmatrix}a^{2}+1\\a+{\frac {1}{a}}\end{pmatrix}}=\left(a+{\frac {1}{a}}\right){\begin{pmatrix}a\\1\end{pmatrix}}\\{\begin{pmatrix}a&1\\1&{\frac {1}{a}}\end{pmatrix}}\cdot {\begin{pmatrix}1\\-a\end{pmatrix}}=&{\begin{pmatrix}a-a\\1-1\end{pmatrix}}={\vec {0}}\end{aligned}}}                                |

Die folgenden Bilder untermauern die erste Aussage.

Traktionslinien in Polarkoordinaten
c) Ursprung in A
d) Ursprung in B
e) Ursprung mittig zwischen A und B.

Im Bild c stehen die Traktionsvektoren auf Flächen mit Normalen in radialer (rot) und tangentialer Richtung (blau) in Polarkoordinaten um den roten Punkt A, im Bild d um den roten Punkt B, und im Bild e um den roten Punkt in der Mitte zwischen A und B. Die Bilder ähneln sich zwar, weisen aber deutliche qualitative Unterschiede auf, und die Traktionslinien im kartesischen Koordinatensystem im Bild b sehen auch anders aus.

## Kerben

Kraftfluss in einer gekerbten Zugprobe

Die Tragfähigkeit eines Materials wird in einem gleichverteilten homogenen Spannungszustand optimal ausgenutzt, was beispielsweise die material- und gewichtssparenden Festigkeiten von Fachwerken und Schalen begründet, wenn in ihnen ein Membranspannungszustand vorliegt.
Insbesondere durch Kerben wird der Kraftfluss gestört, wie im Bild zu sehen ist. Dort ist eine gekerbte Zugprobe (schwarz umrandet) aus einem Material mit positiver Querkontraktionszahl unter Zug in x-Richtung dargestellt, mit maximaler Hauptspannung (rot hoch, grün gering), minimaler Hauptspannung (hell positiv, dunkel negativ) und Traktionsvektoren auf Flächen mit Normale in x-Richtung (rot) und y-Richtung (blau). Die Querschnittsveränderung führt zu einer Umlenkung und Verdichtung der Kraftflusslinien (weiß) und damit zu Spannungsspitzen, wodurch die Tragfähigkeit des Bauteils vermindert wird, siehe Kerbwirkung. Die erhöhte Zugspannung zwischen den Kerben bewirkt eine höhere Normaldehnung, deren begleitende Querkontraktion durch die breiteren Querschnitte vor und hinter der Kerbe verhindert wird. So entstehen quer zur Zugrichtung Druckspannungen vor und hinter der Kerbe und Zugspannungen zwischen den Kerben (blau).

## Kraftflussgerechtes Gestalten
Folgende Gestaltungsprinzipien helfen bei der kraftflussgerechten Konstruktion:
Prinzip der direkten und kurzen Kraftleitung
Der Kraftfluss wird auf kurzem Weg durch eine geringe Zahl von Bauteilen geleitet.
Prinzip der konstanten Gestaltfestigkeit
Der Kraftfluss besitzt auf seinem Weg in allen Bauteilbereichen die gleiche Dichte. Insbesondere Bereiche mit Kerbwirkung sind minimiert.
Prinzip der ausreichenden Steifigkeit
Durch zweckmäßige Verteilung des verwendeten Werkstoffes wird eine übergroße Formänderung einzelner Bauteile vermieden.
Prinzip des Kraftausgleichs
Unsymmetrische Anordnung von Bauteilen oder Bauteilelementen wie beispielsweise bei der Schrägverzahnung am Stirnradtrieb können innere Kräfte hervorrufen, die nicht der Funktionserfüllung dienen. Eine symmetrische Gestaltung vermeidet solche Wirkungen oder sie werden von Ausgleichselementen in ihren Wirkungen aufgehoben.